# Plzeňský Prazdroj

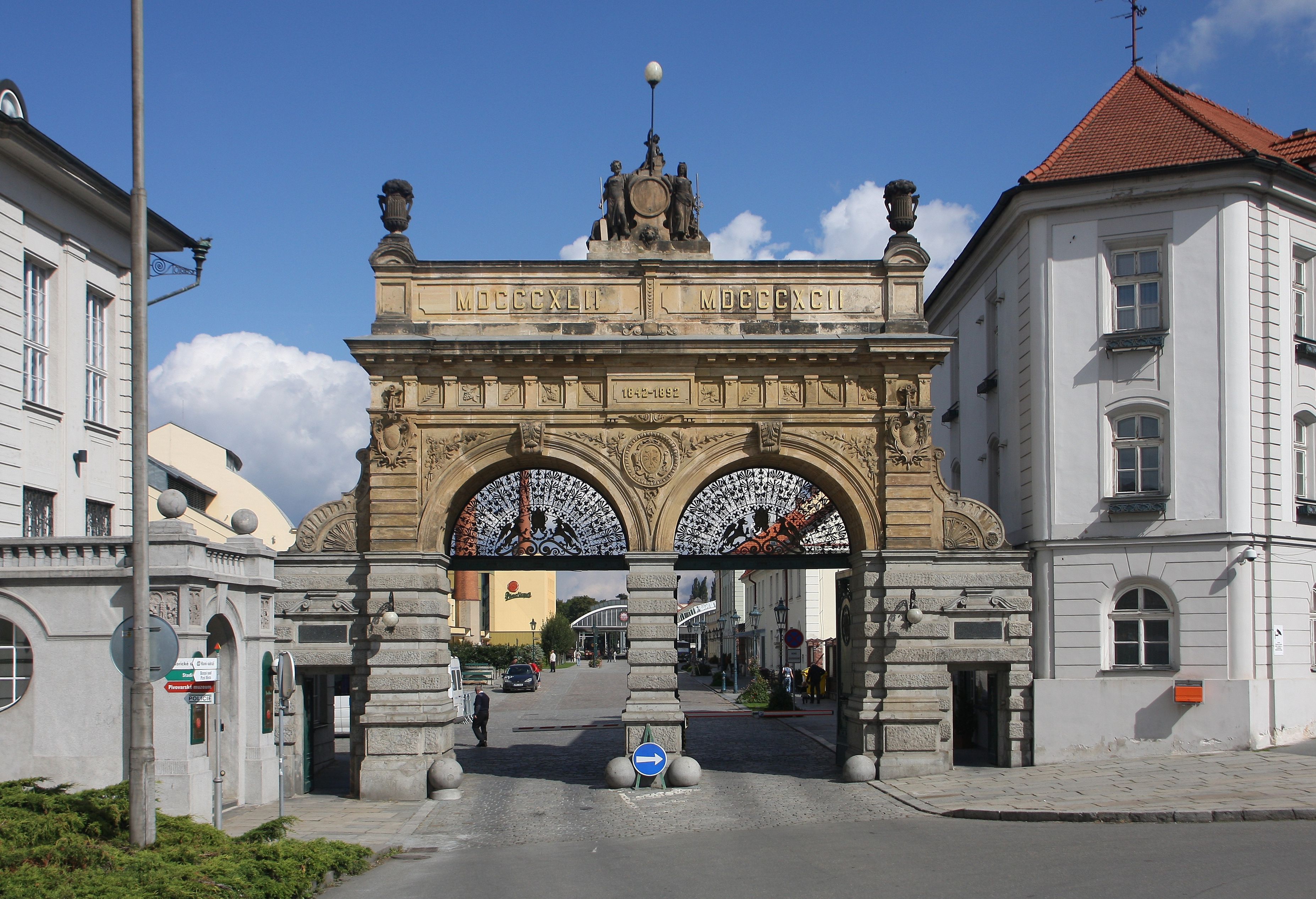
Tor der Brauerei

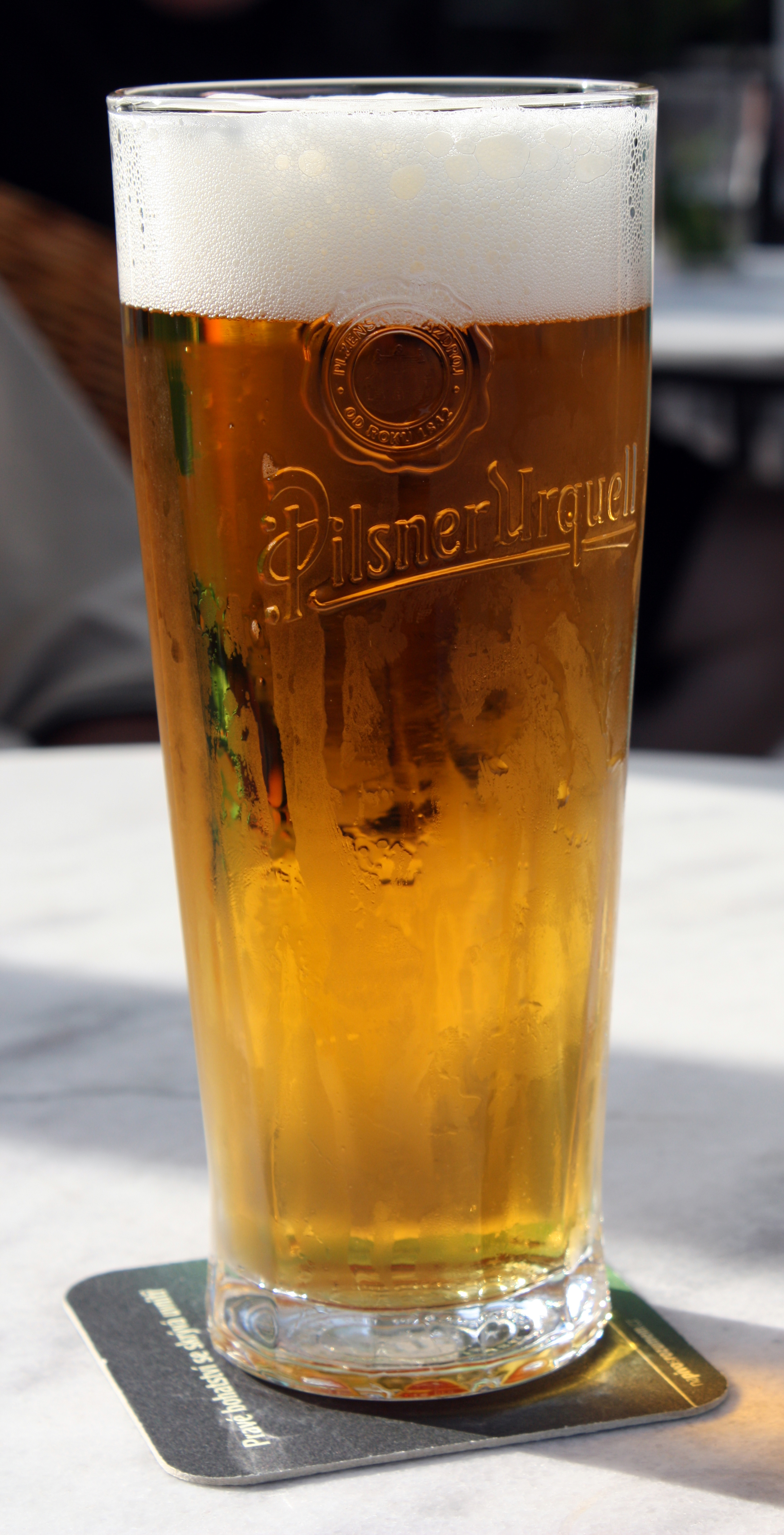
Pilsner Urquell in Originalgläsern

Plzeňský Prazdroj a. s. ist eine Brauerei-Aktiengesellschaft in Pilsen, Tschechien. Sie ist als „Geburtsort“ des Pilsner Bieres weltberühmt. Die insbesondere für das Exportgeschäft bedeutende Hauptmarke des Unternehmens ist Pilsner Urquell (auch die deutsche Entsprechung des tschechischen Namens der Brauerei), während auf dem Inlandsmarkt Gambrinus das meistverkaufte Bier ist.

## Geschichte
Die Brauerei wurde im Jahr 1839 unter dem Namen Bürgerliches Brauhaus gegründet, um ein qualitativ hochwertiges untergäriges Bier zu brauen, das es in Pilsen bis zu diesem Zeitpunkt noch nicht gab. Der Bayer Josef Groll wurde 1842 zum ersten Braumeister berufen. Das Bürgerliche Brauhaus wurde in den folgenden Jahren ständig erweitert. Im Jahre 1860 reichte das Filialcomité zu Pilsen für das Bürgerliche Brauhaus in Pilsen eine Anmeldung für die Weltausstellung Paris 1867 ein. Bereits im Jahre 1869 nahm „[u]nter Böhmens 1028 Brauereien […] Pilsens bürgerliches Brauhaus den ersten Rang ein“; mit 170.000 Eimern (umgerechnet rund 104.470 Hektoliter) betrug der Anteil an der Gesamtproduktion damals über 3 %. Sechs Jahre später hatte sich der Ausstoß mit 371.264 Eimern (rund 228.152 Hektoliter) mehr als verdoppelt.
Im Jahr 1913 überschritt die Jahresproduktion erstmals 1 Million Hektoliter. 1898 wurde die Schutzmarke Prazdroj – Urquell eingetragen und im Jahr 1859 der Produktname „Pilsner Bier“. Neben dem Bürgerlichen Brauhaus entstand im Jahr 1869 die Erste Pilsener Aktienbrauerei, die zuerst nur für ihr Bier, später auch als Brauereinamen die bis heute existierende Marke Plzeňský Gambrinus verwendete. 1946 wurden beide Unternehmen verstaatlicht und unter dem Namen Plzeňské pivovary zusammengeschlossen. 1992–1994 wurde das Unternehmen privatisiert und erhielt den Namen Plzeňský Prazdroj a. s. (AG). Ab 1999 gehörte das Unternehmen zum Konzern South African Breweries plc (seit 2002: SABMiller). 2002 fusionierte Plzeňský Prazdroj mit den Brauereien Radegast und Velké Popovice. Im Zuge der Fusion von AB-InBev mit SABMiller wurde Plzeňský Prazdroj 2017 an die japanische Brauereigruppe Asahi verkauft.
Das Deutschlandgeschäft der Brauerei wird seit November 2007 von Köln aus betrieben. Die zuvor in Kerpen sitzende Pilsner Urquell Deutschland GmbH firmiert in der klassizistischen Präsidentenvilla der ehemaligen Bundesbahndirektion am Rheinufer.

## Brauereimuseum
1959 entstand ein Brauereimuseum als Teil des Westböhmischen Museums der Stadt Pilsen. 1987 wurde es dem Staatsbetrieb Pilsener Brauereien übergeben und befindet sich heute noch in Trägerschaft der Brauerei in einem ehemaligen brauberechtigen Haus in der Veleslavínova-Gasse. Das Museum zeigt eine Dauerausstellung zur Geschichte des Bieres, dessen Herstellung und damit verbundener Handwerke. Vom Museumshof kommt man auch in die Pilsner historischen Kelleranlagen.

## Produkte
| Helle untergärige Lagerbiere - Pilsner Urquell - Gambrinus Premium - Gambrinus Světlý - Gambrinus 11° Excelent - Gambrinus se sníženým obsahem cukrů (mit verringertem Zuckergehalt) - Radegast Premium - Radegast Original - Velkopopovický Kozel Premium - Velkopopovický Kozel Světlý - Velkopopovický Kozel 11° Medium - Primus, Klasik | Dunkle untergärige Lagerbiere - Velkopopovický Kozel Černý - Master polotmavý - Master tmavý Alkoholfreie helle untergärige Lagerbiere - Birell Alkoholhaltige Malzgetränke - Frisco Alkoholfreie Getränke - Swist Cola |

## Galerie

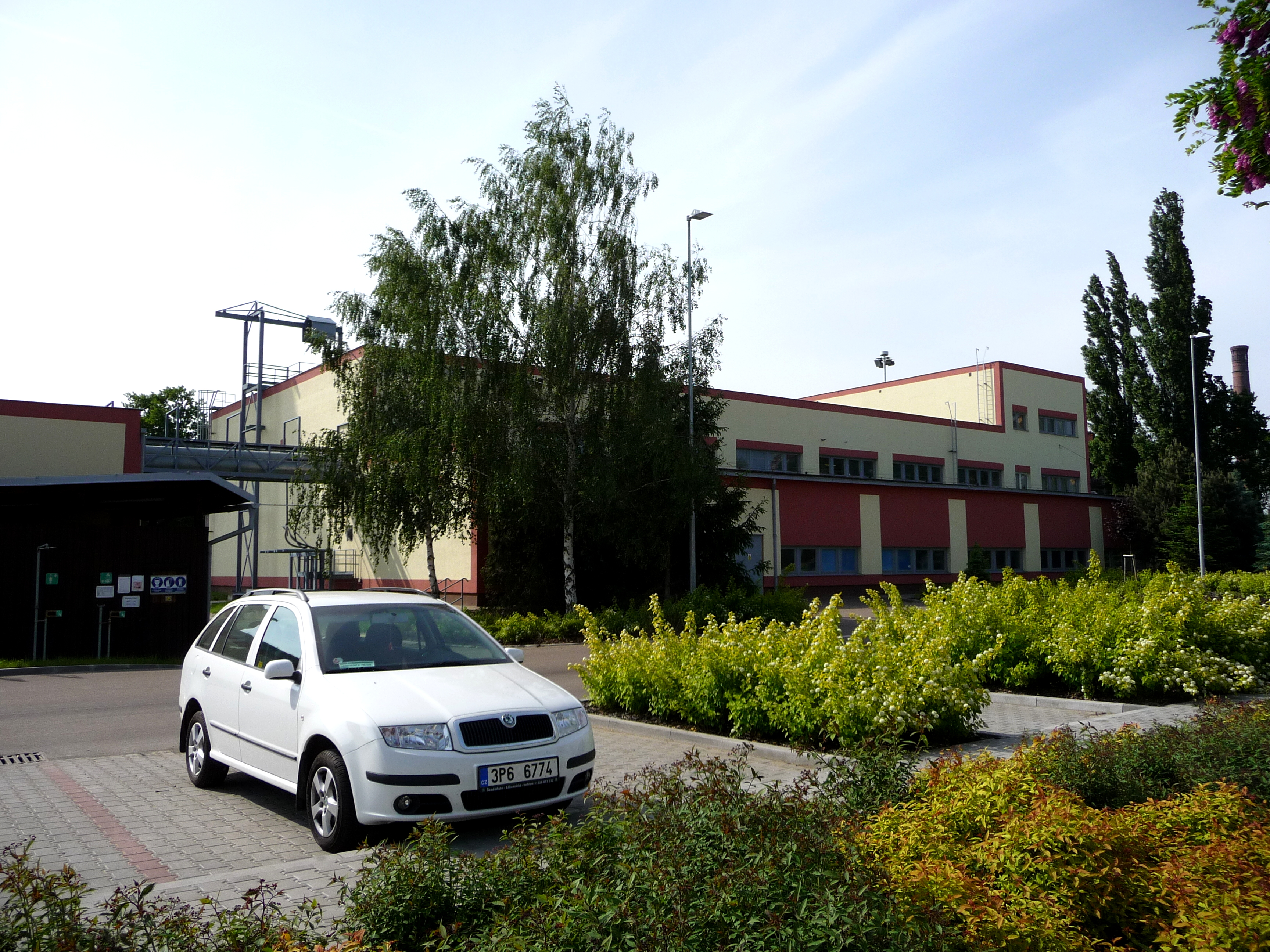
Wasseraufbereitungs-anlage
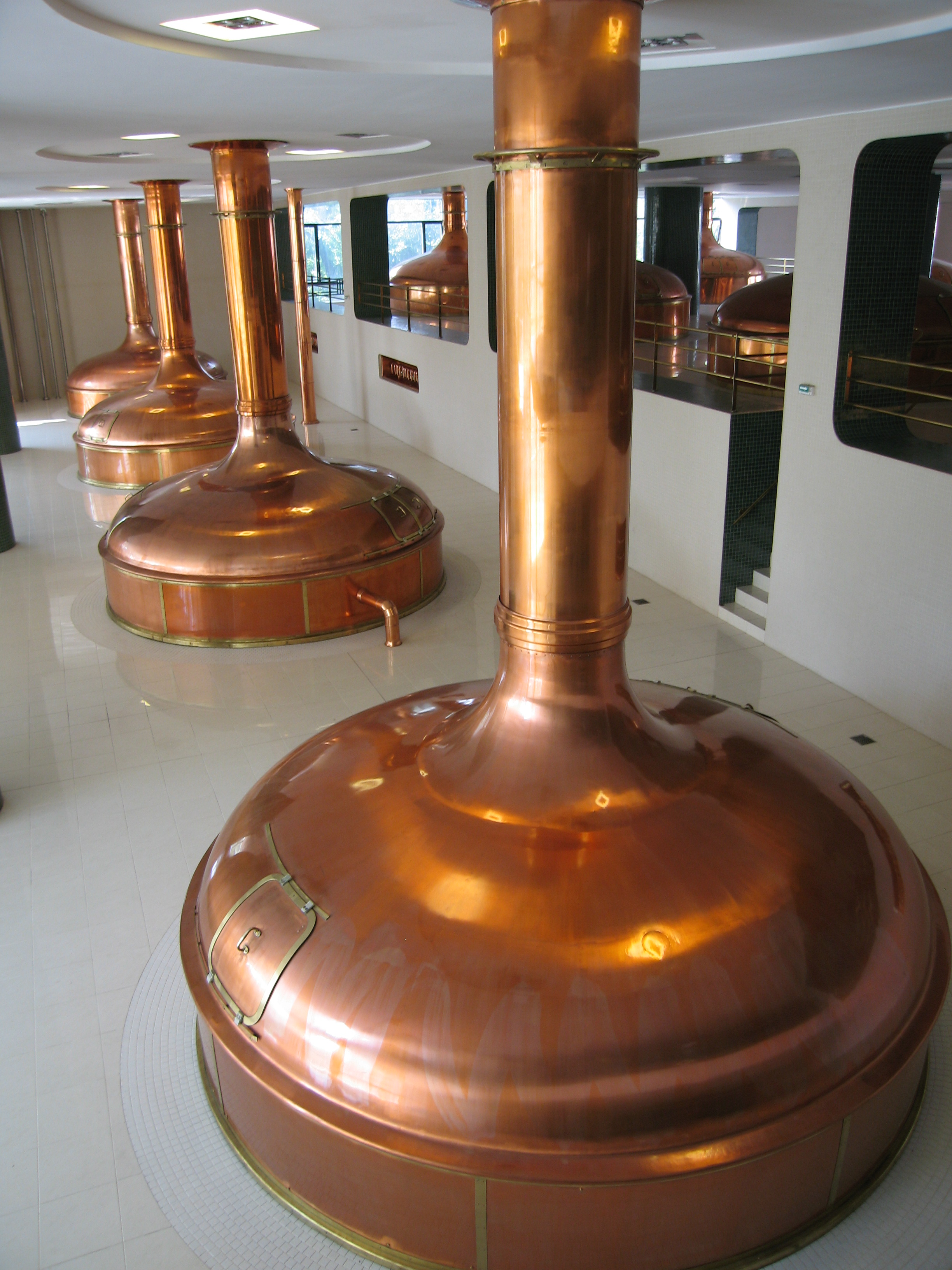
Neues Brauhaus
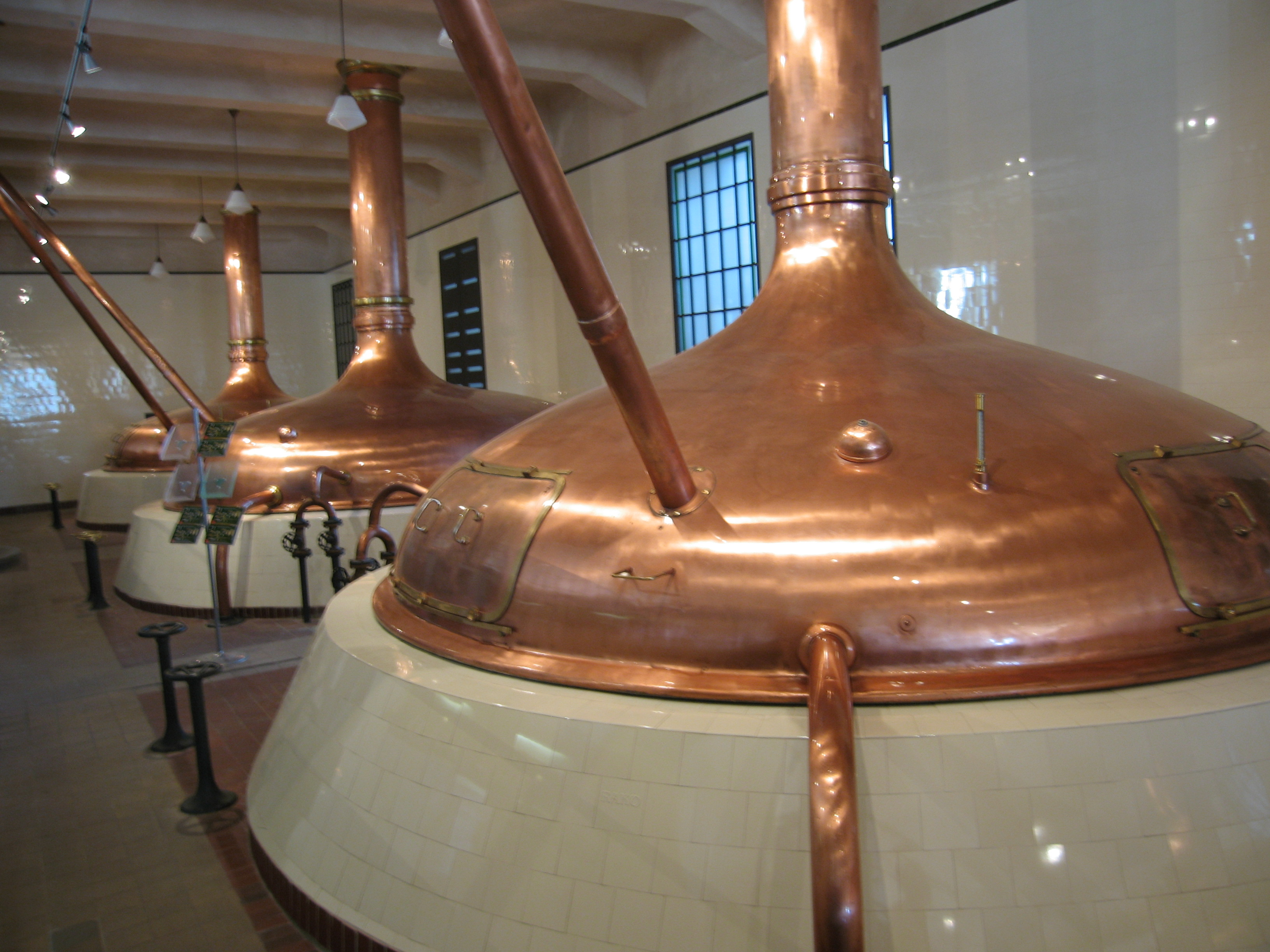
Restauriertes historisches Brauhaus (Anfang 20. Jh.)
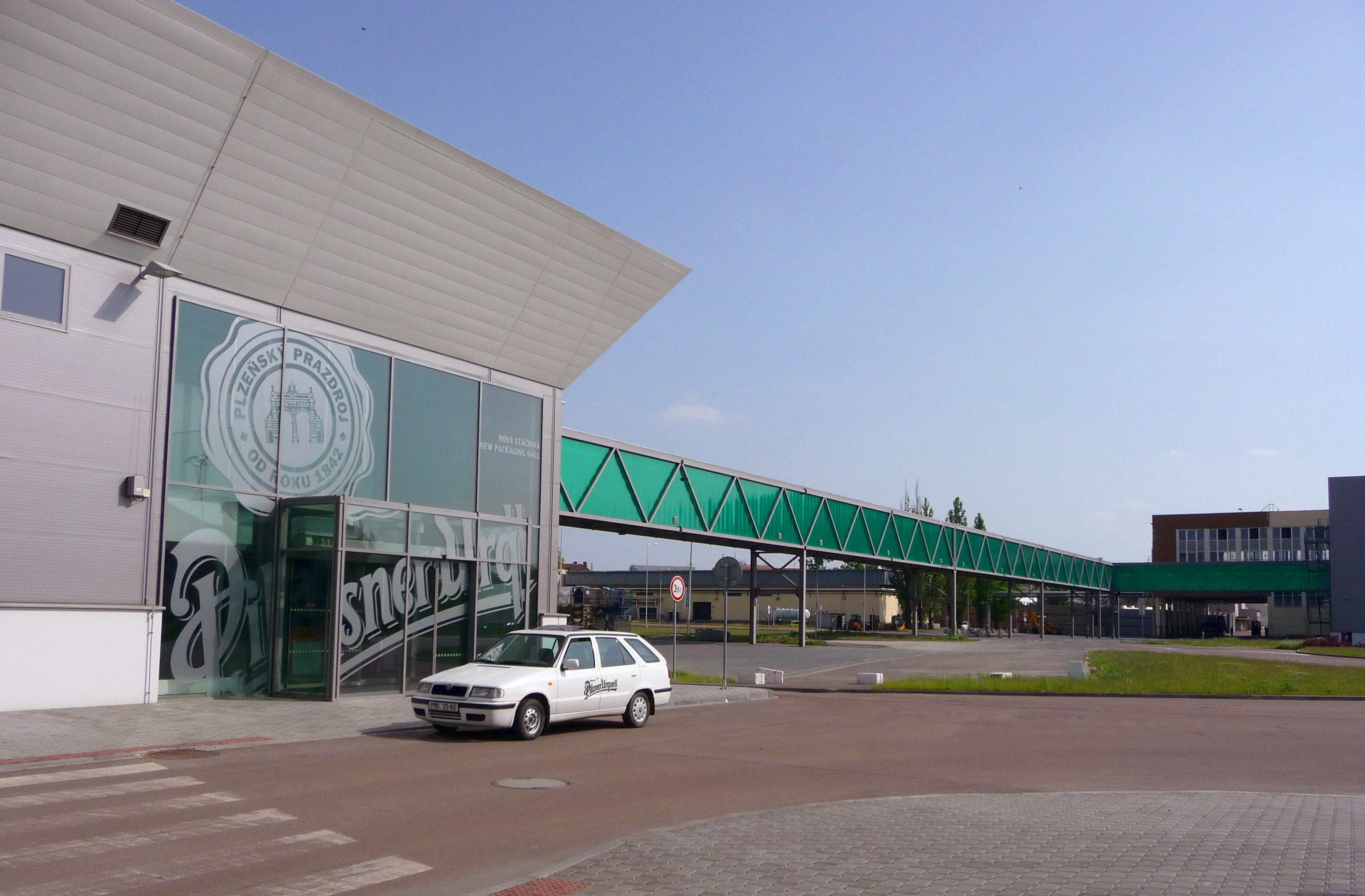
Neue Abfüllerei
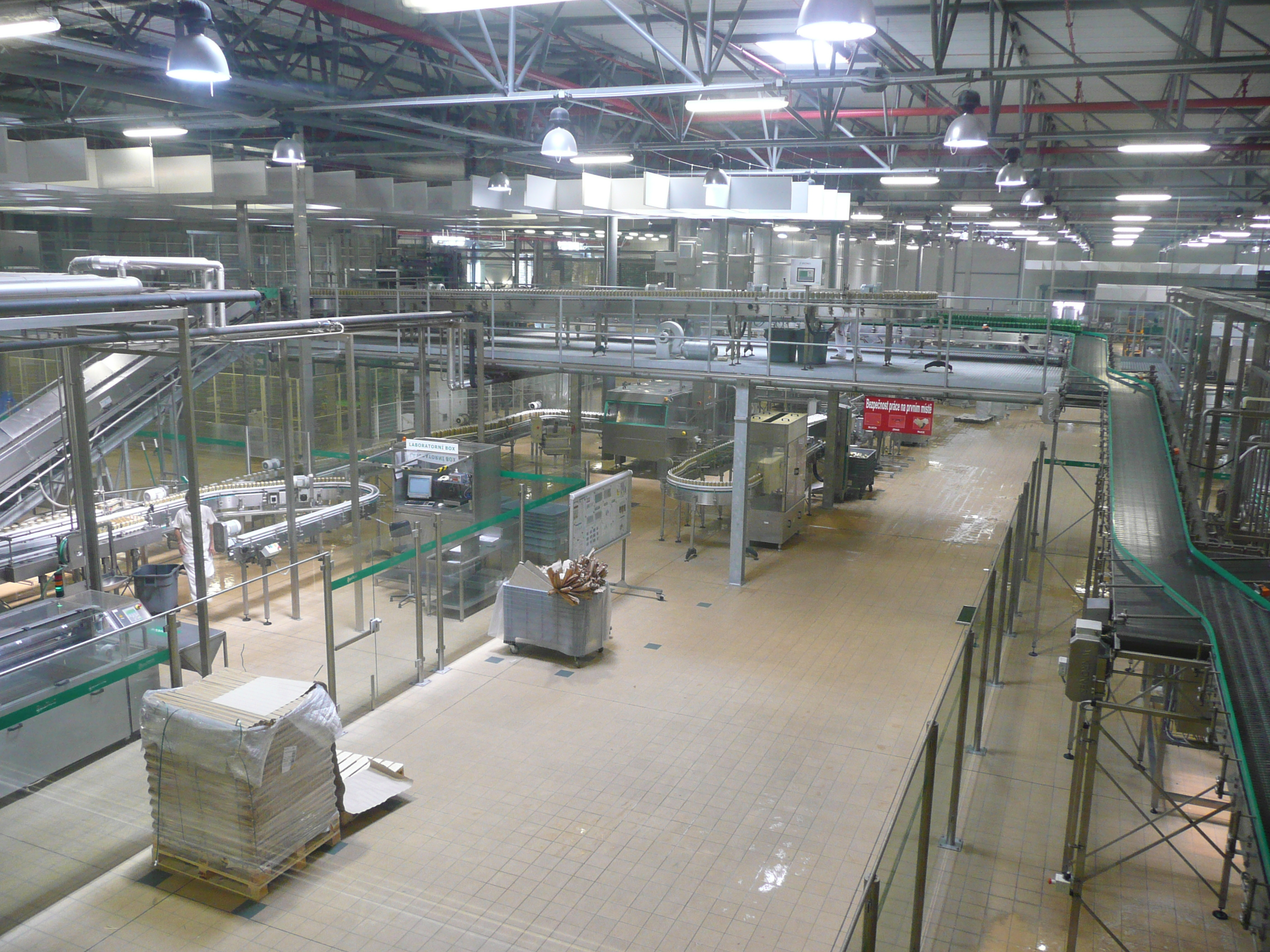
Abfüllerei
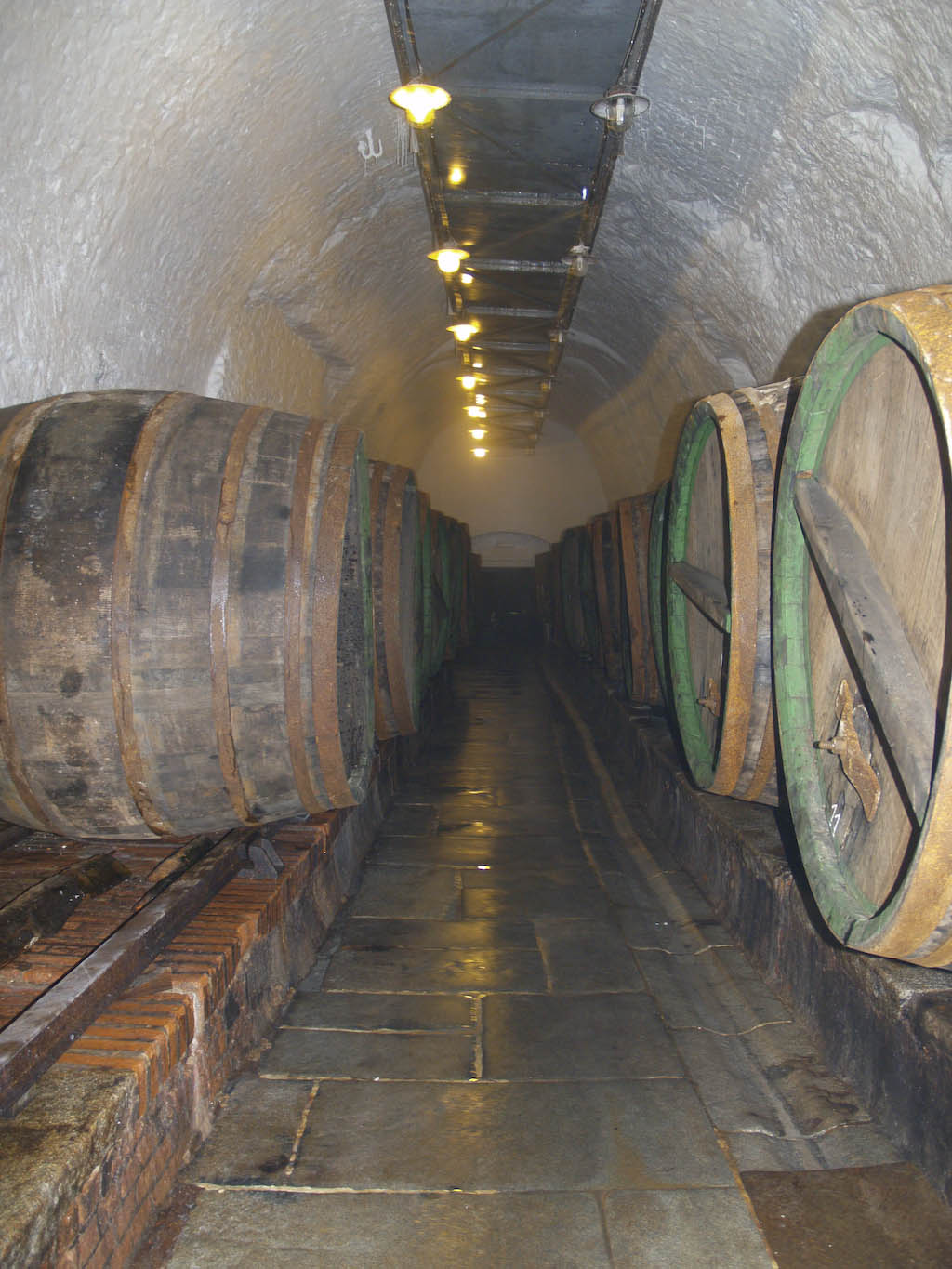
Historische Brauereikeller
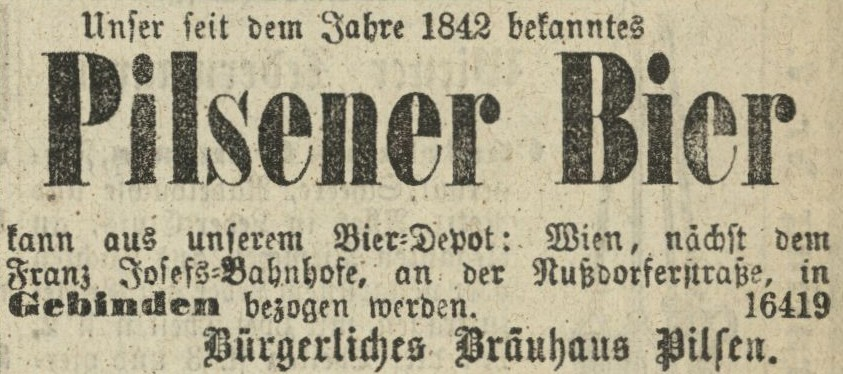
Werbung für „Pilsener Bier“ des Bürgerlichen Brauhauses Pilsen
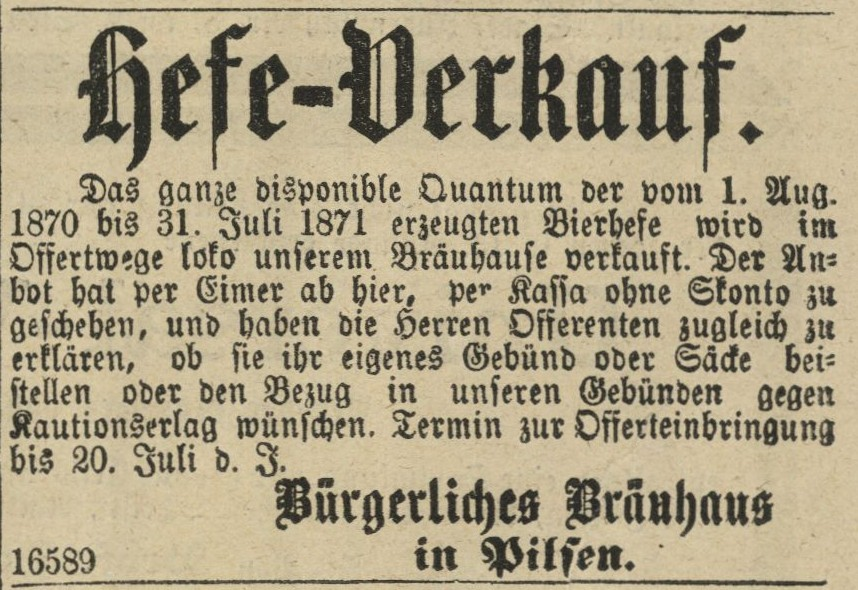
Anzeige für „Hefe-Verkauf“ des Bürgerlichen Brauhauses Pilsen